# Les Frères siciliens
Pour les articles homonymes, voir Brotherhood.
Pour plus de détails, voir Fiche technique et Distribution.
Les Frères siciliens (The Brotherhood) est un film américain réalisé par Martin Ritt, sorti en 1968.

## Synopsis
Frank, ancien mafioso, s'est retiré du milieu après avoir vengé son père en assassinant Bertolo, le chef de la mafia. Mais son jeune frère, Vince, est désigné pour venger la mort de Bertolo.Vince retrouve son frère en Sicile qui l’accueille à bras ouverts. 

## Fiche technique
- Titre original : The Brotherhood
- Titre français : Les Frères siciliens
- Réalisation : Martin Ritt
- Scénario : Lewis John Carlino
- Photographie : Boris Kaufman
- Costumes : Ruth Morley
- Montage : Frank Bracht
- Musique : Lalo Schifrin
- Pays de production :  États-Unis
- Format : couleurs - 35 mm - 1,85:1 - Mono
- Genre : drame
- Durée : 96 minutes
- Date de sortie : 1968

## Distribution
- Kirk Douglas (VF : Roger Rudel) : Frank Ginetta
- Alex Cord (VF : Bernard Woringer) : Vince Ginetta
- Irene Papas (VF : Lita Recio) : Ida Ginetta
- Luther Adler (VF : Richard Francoeur) : Dominick Bertolo
- Susan Strasberg (VF : Lisette Lemaire) : Emma Ginetta
- Murray Hamilton (VF : Maurice Dorléac) : Jim Egan
- Eduardo Ciannelli (VF : Jacques Berthier) : Don Peppino
- Joe De Santis (VF : Serge Nadaud) : Pietro Rizzi
- Connie Scott (VF : Marie-Martine) : Carmela Ginetta
- Val Avery (VF : Henry Djanik) : Jake Rotherman
- Val Bisoglio : Cheech
- Alan Hewitt (VF : René Beriard) : Sol/Solly Levin

## Musique
- Vitti' na crozza, chanson populaire sicilienne de Franco Li Causi
- Tarantella abballa abballa
- Moon River composé par Henry Mancini